# Association Sportive Vita Club
La Association Sportive Vita Club, también conocido como AS Vita Club, es un club de fútbol congoleño de la ciudad de Kinsasa. Fundado en 1935, es el segundo club de su país que más veces ha ganado el Linafoot, el torneo local de mayor categoría, junto al Motema Pembe, con 12 títulos. Internacionalmente ha disputado tres veces la final de la Liga de Campeones de la CAF, obteniendo el máximo galardón continental en 1973. Este registro le ha valido para ser considerado por la Federación Internacional de Historia y Estadística de Fútbol como el décimo quinto mejor club africano del siglo XX, y segundo de su país, solo detrás del Mazembe.

## Palmarés

### Torneos nacionales
- Linafoot (15):[3] 1970, 1971, 1972, 1973, 1975, 1977, 1980, 1988, 1993, 1997, 2003, 2010, 2015, 2018, 2021.[5]
- Copa de Congo (10):[6] 1971, 1972, 1973, 1975, 1977, 1981, 1982, 1983, 2001, 2024.
  - Subcampeón (2):[6] 1984, 1997.
- Supercopa del Congo (1): 2015
  - Subcampeón (1): 2003

- Liga Provincial de Kinshasa (6): 1957, 2001, 2002, 2004, 2005, 2009
- Supercopa de Kinshasa (3): 2002, 2005, 2006
- Challenge Papa Kalala (2): 1982, 1983

### Torneos internacionales (1)
- Liga de Campeones de la CAF (1): 1973.[7]
  - Subcampeón de la Liga de Campeones de la CAF (2): 1981, 2014.[8]
- Vodacom Challenge (1): 2004 (No oficial)

- Subcampeón de la Copa Confederación de la CAF (1): 2018

## Participación en competiciones de la CAF

### Por competición
Nota: En negrita competiciones activas.
| Competición                         | Temp. | PJ  | PG | PE | PP | GF  | GC  | Dif. | Puntos | Títulos | Subtítulos |
| ----------------------------------- | ----- | --- | -- | -- | -- | --- | --- | ---- | ------ | ------- | ---------- |
| Liga de Campeones de la CAF         | 19    | 110 | 49 | 25 | 36 | 163 | 132 | +31  | 172    | 1       | 2          |
| Recopa Africana                     | 6     | 32  | 16 | 6  | 10 | 45  | 35  | +10  | 54     | –       | –          |
| Copa Confederación de la CAF        | 6     | 42  | 20 | 10 | 12 | 64  | 42  | +22  | 70     | –       | 1          |
| Copa CAF                            | 2     | 12  | 6  | 2  | 4  | 22  | 10  | +12  | 20     | –       | –          |
| Total                               | 33    | 196 | 91 | 43 | 62 | 294 | 219 | +75  | 316    | 1       | 3          |
| Actualizado a la Temporada 2021-22. |       |     |    |    |    |     |     |      |        |         |            |

### Liga de Campeones de la CAF
| Temporada | Ronda            | Club                   | Local | Visita | Global      |
| --------- | ---------------- | ---------------------- | ----- | ------ | ----------- |
| 1998      | Primera Ronda    | Eagle Cement           | 2-0   | 1-4    | 3-4         |
| 2004      | Ronda Preliminar | Ulinzi Stars           | w.o.1 | w.o.1  | w.o.1       |
| 2004      | Primera Ronda    | Canon Yaoundé          | 1-1   | 0-3    | 1-4         |
| 2011      | Ronda Preliminar | Ocean View             | 3-0   | 1-1    | 4-1         |
| 2011      | Primera Ronda    | Cotonsport Garoua      | 0-1   | 0-2    | 0-3         |
| 2012      | Ronda Preliminar | Athlético Olympic      | 5-0   | 1-4    | 6-4         |
| 2012      | Primera Ronda    | ASO Chlef              | 2-3   | 0-0    | 2-3         |
| 2013      | Ronda Preliminar | Dynamic Togolais       | 3-0   | 2-1    | 5-1         |
| 2013      | Primera Ronda    | Zamalek                | 0-0   | 0-1    | 0-1         |
| 2014      | Ronda Preliminar | Kano Pillars           | 3-1   | 1-2    | 4-3         |
| 2014      | Primera Ronda    | Dynamos                | 1-0   | 0-0    | 1-0         |
| 2014      | Segunda Ronda    | Kaizer Chiefs          | 3-0   | 0-2    | 3-2         |
| 2014      | Fase de grupos   | Al-Hilal Omdurmán      | 2-1   | 1-1    | 2º lugar    |
| 2014      | Fase de grupos   | Mazembe                | 0-0   | 0-1    | 2º lugar    |
| 2014      | Fase de grupos   | Zamalek                | 2-1   | 1-0    | 2º lugar    |
| 2014      | Semifinales      | Sfaxien                | 2-1   | 2-1    | 4-2         |
| 2014      | Final            | Sétif                  | 2-2   | 1-1    | 3-3 (v.)    |
| 2016      | Ronda Preliminar | Mafunzo                | 1-0   | 3-0    | 4-0         |
| 2016      | Primera Ronda    | Ferroviário de Maputo  | 1-0   | 1-1    | 2-1         |
| 2016      | Segunda Ronda    | Mamelodi Sundowns      | 1-0   | 1-2    | 2-2 (dq)2   |
| 2017      | Ronda Preliminar | Royal Leopards         | 3-1   | 1-0    | 4-1         |
| 2017      | Primera Ronda    | Gambia Ports Authority | 2-0   | 1-1    | 3-1         |
| 2017      | Fase de grupos   | Espérance de Tunis     | 2-2   | 1-3    | 4º lugar    |
| 2017      | Fase de grupos   | Mamelodi Sundowns      | 1-3   | 1-1    | 4º lugar    |
| 2017      | Fase de grupos   | Saint-George SA        | 2-1   | 0-1    | 4º lugar    |
| 2018-19   | Primera Ronda    | Bantu                  | 4-1   | 1-1    | 5-2         |
| 2018-19   | Fase de grupos   | Al-Ahly                | 1-0   | 0-2    | 4º lugar    |
| 2018-19   | Fase de grupos   | Simba                  | 5-0   | 1-2    | 4º lugar    |
| 2018-19   | Fase de grupos   | JS Saoura              | 2-2   | 0-1    | 4º lugar    |
| 2019-20   | Ronda Preliminar | UMS de Loum            | 1-0   | 0-0    | 1-0         |
| 2019-20   | Primera Ronda    | ASC Kara               | 1-0   | 0-0    | 1-0         |
| 2019-20   | Fase de grupos   | Espérance de Tunis     | 0-2   | 0-0    | 4º lugar    |
| 2019-20   | Fase de grupos   | Raja Casablanca        | 0-1   | 0-1    | 4º lugar    |
| 2019-20   | Fase de grupos   | JS Kabylie             | 4-1   | 0-1    | 4º lugar    |
| 2020-21   | Primera Ronda    | Young Buffaloes        | 4-1   | 2-2    | 6-3         |
| 2020-21   | Fase de grupos   | Simba                  | 0-1   | 1-4    | 3º lugar    |
| 2020-21   | Fase de grupos   | Al-Merreikh Omdurmán   | 3-1   | 4-1    | 3º lugar    |
| 2020-21   | Fase de grupos   | Al-Ahly                | 0-3   | 2-2    | 3º lugar    |
| 2022-23   | Primera Ronda    | Gaborone United        | 3-1   | 0-1    | 3-2         |
| 2022-23   | Segunda Ronda    | RC Kadiogo             | 0-0   | 0-0    | 0-0 (4-3 p) |
| 2022-23   | Fase de grupos   | WAC Casablanca         | 0-0   | 0-1    | 4º lugar    |
| 2022-23   | Fase de grupos   | JS Kabylie             | 1-0   | 1-2    | 4º lugar    |
| 2022-23   | Fase de grupos   | Petro Atlético         | 1-2   | 0-1    | 4º lugar    |
| 2023-24   | Primera ronda    | 1° de Agosto           | 1-1   | 0-1    | 1-2         |

1- Ulinzi Stars abandonó el torneo.

2- Vita Club fue descalificado por alinear a un jugador que no estaba inscrito para el torneo en su serie eliminatoria ante el Mafunzo.

### Copa Africana de Clubes Campeones
| Temporada | Ronda            | Club              | Local | Visita | Global       |
| --------- | ---------------- | ----------------- | ----- | ------ | ------------ |
| 1971      | 1                | Canon Yaoundé     | 2-0   | 1-3    | 3-3 (3-4 p.) |
| 1973      | 2                | Mighty Jets       | w.o.1 | w.o.1  | w.o.1        |
| 1973      | Cuartos de final | Stade Malien      | 4-1   | 3-0    | 7-1          |
| 1973      | Semifinales      | Léopards Douala   | 3-0   | 1-3    | 4-3          |
| 1973      | Final            | Asante Kotoko     | 3-0   | 2-4    | 5-4          |
| 1974      | 1                | CARA Brazzaville  | 3-0   | 0-4    | 3-4          |
| 1975      | 1                | Petrosport        | 4-0   | 1-1    | 5-1          |
| 1975      | 2                | Hafia             | 2-0   | 0-3    | 2-3          |
| 1978      | 2                | Simba             | 1-0   | 1-0    | 2-0          |
| 1978      | Cuartos de final | JE Tizi-Ouzou     | 1-0   | 2-3    | 3-3 (v.)     |
| 1978      | Semifinales      | Hafia             | 3-1   | 0-2    | 3-3 (v.)     |
| 1981      | 1                | Primero de Agosto | 3-2   | 2-2    | 5-4          |
| 1981      | 2                | Silures           | 1-0   | 3-3    | 4-3          |
| 1981      | Cuartos de final | Nchanga Rangers   | 4-1   | 0-2    | 4-3          |
| 1981      | Semifinales      | Kaloum Star       | 1-0   | 0-0    | 1-0          |
| 1981      | Final            | JE Tizi-Ouzou     | 0-1   | 0-4    | 0-5          |
| 1989      | 1                | Mukungwa          | 4-0   | 2-1    | 6-1          |
| 1989      | 2                | Tonnerre Yaoundé  | 1-1   | 1-3    | 2-4          |
| 1995      | 1                | Mbilinga          | 4-2   | 0-4    | 4-6          |

1- Mighty Jets abandonó el torneo por no poder pagar los costos del viaje a Zaire.

### Copa Confederación de la CAF
| Temporada | Ronda            | Club                 | Local | Visita | Global       |
| --------- | ---------------- | -------------------- | ----- | ------ | ------------ |
| 2008      | Primera Ronda    | Express              | 0-0   | 0-0    | 0-0 (4-2 p.) |
| 2008      | Segunda Ronda    | Les Astres           | 1-1   | 0-0    | 1-1 (v.)     |
| 2009      | Primera Ronda    | Malanti Chiefs       | 3-0   | 3-1    | 6-1          |
| 2009      | Segunda Ronda    | Mamelodi Sundowns    | 1-0   | 2-2    | 3-2          |
| 2009      | Tercera Ronda    | Cotonsport Garoua    | 2-0   | 1-3    | 3-3 (v.)     |
| 2009      | Fase de grupos   | ENPPI Club           | 3-0   | 1-3    | 3º lugar     |
| 2009      | Fase de grupos   | Sétif                | 2-1   | 0-2    | 3º lugar     |
| 2009      | Fase de grupos   | Santos               | 1-0   | 0-1    | 3º lugar     |
| 2010      | Primera Ronda    | Panthère du Ndé      | 3-2   | 1-1    | 4-3          |
| 2010      | Segunda Ronda    | Enyimba              | 3-0   | 0-3    | 3-3 (4-5 p.) |
| 2015      | Primera Ronda    | Ferroviário da Beira | 3-0   | 0-1    | 3-1          |
| 2015      | Segunda Ronda    | Royal Leopards       | 4-1   | 0-1    | 4-2          |
| 2015      | Play-Off         | Stade Malien         | 3-2   | 0-2    | 3-4          |
| 2018      | Segunda Ronda    | La Mancha            | 1-0   | 5-1    | 6-1          |
| 2018      | Fase de grupos   | Raja Casablanca      | 2-0   | 0-0    | 2.º lugar    |
| 2018      | Fase de grupos   | ASEC Mimosas         | 3-1   | 0-2    | 2.º lugar    |
| 2018      | Fase de grupos   | Aduana Stars         | 2-0   | 1-2    | 2.º lugar    |
| 2018      | Cuartos de final | RS Berkane           | 3-1   | 1-1    | 4-2          |
| 2018      | Semifinales      | Al-Masry             | 4-0   | 0-0    | 4-0          |
| 2018      | Final            | Raja Casablanca      | 3-1   | 0-3    | 3-4          |
| 2021-22   | Segunda Ronda    | Marumo Gallants      | 1-1   | 1-2    | 2-3          |
| 2024-25   | Segunda Ronda    | Stellenbosch         | 1-1   | 0-2    | 1-3          |

### Copa CAF
| Temporada | Ronda            | Club                       | Local | Visita | Global       |
| --------- | ---------------- | -------------------------- | ----- | ------ | ------------ |
| 1996      | 1                | Inter Star                 | 4-0   | 1-1    | 5-1          |
| 1996      | 2                | Primero de Agosto          | 3-0   | 0-1    | 3-1          |
| 1996      | Cuartos de final | MC Oran                    | 2-0   | 0-2    | 2-2 (3-1 p.) |
| 1996      | Semifinales      | Étoile du Sahel            | 2-1   | 0-2    | 2-3          |
| 1999      | 1                | Deportivo Mongomo          | 7-0   | 1-0    | 8-0          |
| 1999      | 2                | Etoile Filante Ouagadougou | 1-1   | 1-2    | 2-3          |

### Recopa Africana
| Temporada | Ronda            | Club                 | Local | Visita | Global       |
| --------- | ---------------- | -------------------- | ----- | ------ | ------------ |
| 1976      | 1                | Canon Yaoundé        | 1-0   | 1-2    | 2-2 (v.)     |
| 1976      | Cuartos de final | Stella Club d'Adjamé | 2-0   | 3-3    | 5-3          |
| 1976      | Semifinales      | Tonnerre Yaoundé     | 1-1   | 1-3    | 2-4          |
| 1979      | 2                | Pan African          | 1-0   | 1-2    | 2-2 (v.)     |
| 1979      | Cuartos de final | Canon Yaoundé        | 3-1   | 1-6    | 4-7          |
| 1982      | 1                | Desportivo TAAG      | 0-0   | 0-0    | 0-0 (5-4 p.) |
| 1982      | 2                | 105 Libreville       | 4-0   | 0-0    | 4-0          |
| 1982      | Cuartos de final | Djoliba AC           | 0-0   | 0-1    | 0-1          |
| 1983      | 1                | CD Elá Nguema        | 4-0   | 1-0    | 5-0          |
| 1983      | 2                | AS Cheminots         | 2-0   | 2-1    | 4-1          |
| 1983      | Cuartos de final | OC Agaza             | 2-0   | 0-2    | 2-2 (2-4 p.) |
| 1984      | 1                | Mighty Barrolle      | 3-1   | 1-2    | 4-3          |
| 1984      | 2                | Red Arrows           | 2-1   | 0-1    | 2-2 (v.)     |
| 2002      | 1                | Zanaco               | 3-0   | 1-4    | 4-4 (v.)     |
| 2002      | 2                | St. Michel United    | 2-1   | 1-0    | 3-1          |
| 2002      | Cuartos de final | Wydad Casablanca     | 1-0   | 1-3    | 2-3          |

## Entrenadores
- Christian Nsengi-Biembe (abril de 2007-julio de 2007)[9]
- Musangi Mulumba (julio de 2007-octubre de 2007)[9]
- Bibey Mutombo (octubre de 2007-marzo de 2008)[10][11][9]
- Diego Romano (abril de 2008-junio de 2008)[9]
- Chris O'Loughlin (febrero de 2009-octubre de 2009)[12][9]
- Mukeba Mulamba (interino- septiembre de 2009)[13]
- Raoul Shungu (octubre de 2009-noviembre de 2010)[9][14]
- Luc Eymael (diciembre de 2010-marzo de 2011)[15][16]
- Chris O'Loughlin (2011)[17]
- Denis Goavec (diciembre de 2011-mayo de 2012)[18][19]
- Raoul Shungu (interino- mayo de 2012)[19]
- Médard Lusadisu (mayo de 2012-diciembre de 2012)[20][21]
- Florent Ibenge (diciembre de 2012-agosto de 2021)[9][22]
- Dominique Cionci (agosto de 2021-2022)[2]
- Raoul Shungu (2022-)